# Pashtshenkoa krutshinae
Pashtshenkoa krutshinae är en tvåvingeart som beskrevs av Pavel Lehr 1995. Pashtshenkoa krutshinae ingår i släktet Pashtshenkoa och familjen rovflugor. Inga underarter finns listade i Catalogue of Life.